# Мефодій III Константинопольський
Мефодій III (обраний Мороній, або Мароній) — патріарх Константинопольський у 1668-1671 рр.
Походив із Коронії на Криті.
Він служив у храмі Святої Богородиці Хрисопіги в Галаті до 1646 року, коли був обраний митрополитом Іракліону. 5 січня 1668 року він був обраний Вселенським патріархом, змінивши на цій посаді патріарха Климента.
Під час його патріарства були видані канонічні положення з церковних питань, найважливішим з яких вважається те, що стосується єрусалимського патріарха Досифея, який у 1670 році в Бухаресті освятив святе миро, приготовлене без попереднього погодження з патріархатом Константинополя.
Однак, піддавшись боротьбі з колишнім патріархом Парфенієм, у березні 1671 року він був змушений піти у відставку і стати ченцем спочатку в Новому монастирі Хіос, а потім у монастирі Строфадон на Закінфі. У 1677 році він оселився у Венеції, де взяв на себе роль уповноваженого верховного священика Святої Церкви Святого Георгія та грецької громади там до 1679 року, коли він помер.